# Gottfrid Lindsten
Gottfrid T. Lindsten (* 27. Juni 1887 in Minneapolis, Minnesota; † 2. Juni 1961 ebenda) war ein US-amerikanischer Politiker. Zwischen 1937 und 1939 war er Vizegouverneur des Bundesstaates Minnesota.

## Werdegang
Über die Jugend und Schulausbildung von Gottfrid Lindsten ist nichts überliefert. Später arbeitete er als Eisenbahnschaffner und Lobbyist. Politisch schloss er sich der Farmer-Labor Party of Minnesota an, die 1944 mit der Demokratischen Partei fusionierte und sich seither Minnesota Democratic-Farmer-Labor Party nennt. Lindsten war zwischenzeitlich Stadtrat in Minneapolis.
1936 wurde er an der Seite von Elmer Austin Benson zum Vizegouverneur von Minnesota gewählt. Dieses Amt bekleidete er zwischen 1937 und 1939. Dabei war er Stellvertreter des Gouverneurs und Vorsitzender des Staatssenats. Im Jahr 1944 war er Ersatzdelegierter zur Democratic National Convention, auf der Präsident Franklin D. Roosevelt zu vierten und letzten Mal als Präsidentschaftskandidat nominiert wurde. Danach ist Gottfrid Lindsten politisch nicht mehr in Erscheinung getreten. Er starb am 2. Juni 1961 in Minneapolis.